# Медея Джапаридзе
Медея Валерианова Джапаридзе (на грузински: მედეა ვალერიანის ასული ჯაფარიძე) е съветска и грузинска театрална и филмова актриса. Народна актриса на Грузинска ССР (1950) и носител на Сталинска награда (1950).

## Биография
Родена е на 20 февруари 1923 г. в Тифлис, СССР. През 1939 г. завършва средното си образование. В продължение на две години работи в Театър на народното изкуство в Дома на културата Надзаладеви. От 1942 г. е актриса на Академичния театър К. Марджанишвили в Тбилиси.
В студиото на театър Руставели слуша лекционния курс на Георги Товстоногов. По-късно заминава за Москва, в студиото Немирович-Данченко. Там режисьорът Юрий Завадски я кани в театъра на Московския съвет за ролята на Клеопатра в постановката „Цезар и Клеопатра“ от Бърнард Шоу. Скоро след това се завръща в родината си и прекарва целия си живот в Грузия.
В театъра Коте Марджанишвили играе много образи, които са станали събития в историята на грузинския театър. Най-забележими са: Нина („Маскарад“ от Михаил Лермонтов), Жулиета, Беатриче, Лейди Ан („Ромео и Жулиета“, „Укротяване на опърничавата“, „Ричард III“ от Уилям Шекспир) и др.
През 1950 г. е удостоена със Сталинска награда за ролята си във филма Щит Джургая. През същата година е удостоена с титлата народен артист на Грузинската ССР.
Избрана е за заместник в 6-о събрание на Върховния съвет на СССР. Неин съпруг е сценаристът и режисьор Реваз Табукашвили.
Умира на 31 март 1994 г. в Тбилиси, Грузия. Погребана е в пантеона на писателите и обществениците „Дидубе“.

## Награди
- Почетен гражданин на Тбилиси (1988)[2]
- Орден на Червеното знаме на труда (22 август 1986)
- Орден „Знак на честта“ (17 април 1958)
- Държавна премия на СССР (1950)[3]
- Сталинска награда I степен (1950)
- Народна актриса на Грузинска ССР (1950)